# Музичка школа „Михаило Вукдраговић” Шабац
Музичка школа „Михаило Вукдраговић” једна је од основних и средњих школа у Шапцу. Налази се у улици Масарокова 35.

## Историјат

### 1948–2019.
Основана је након завршетка Другог светског рата, 2. марта 1948. године, под називом Градска музичка школа. Највеће заслуге за почетак рада припадају Љубисаву Марковићу који је уједно био и први директор. У јулу исте године школа је бројала 147 ученика, а одмах по оснивању формиран је и оркестар у којем су заједно музицирали наставници и ученици. У послератном периоду недостајало је образованих музичара, те је у школи углавном радио нестручан кадар.
Школске 1959—1960. године мења назив и постаје Школа за основно музичко образовање. Касније, због великог интересовања ученика за даљим усавршавањем, и одлазака у друге градове након завршеног основног музичког образовања, покреће се иницијатива да се у Шапцу оформи и средња музичка школа, што је почетком 1979. године и усвојено. Од тада ова школа нуди музичко образовање од припремног разреда до средњошколске матуре. Године 1981. школа добија просторије у згради некадашње Учитељске школе у Масариковој улици број 35, где се и данас налази. Након што је једно време носила назив Музичка школа „Славенски”, 1993. добија данашњи назив.

### 2019—данас
Зграда је потпуно редновирана 2019. године. Од школске 2024—2025, решењем Министарства просвете о верификацији делатности основног музичког образовања и васпитања, отварена су издвојена одељења у Богатићу и у Владимирцима, Одсек за Музичку продукцију и обраду звука у средњој школи. У плану је отварање Одсека за удараљке у основној школи, за коју су добили Решење о верификацији. Од оснивања до данас броје преко 13.000 ученика који су, заједно са својим професорима, освојили велики број награда на такмичењима како у земљи, тако и у иностранству.
Данас броје преко шесто ученика и око деведесет запослених, од чега је преко седамдесет наставно особље. Организују наставу за различите узрасте ученика: припремни разред, основну и средњу музичку школу. Садрже одсеке основне школе клавир, виолина, виола, виолончело, хармоника, гитара, флаута, кларинет, труба и соло певање, а средње школе осим инструментала и теоретски одсек. Организатори су Међународног такмичења младих пијаниста, које се традиционално приређује почетком марта, Фествала гудача, Међународног такмичења младих флаутиста и камерне музике и гитарског фестивала Чивија гуитар фест. Школске 2023—2024. године су били домаћин 67. Фестивала музичких и балетских школа Србије.